# Camponotus vittatus
Camponotus vittatus é uma espécie de artrópode do gênero Camponotus, pertencente à família Formicidae. Trata-se de uma das espécies mais comuns de formigas no meio ambiente urbano do Sudeste do Brasil, frequentemente invadindo estruturas dentro das casas e apartamentos. São facilmente reconhecidas por seus hábitos noturnos, movimentos rápidos e furtivos, tamanho avantajado e pela coloração marcante caramelada. Não possuem ferrão , e não são formigas agressivas. São onívoras, e assim se alimentam de quaisquer alimentos disponíveis. Podem danificar algumas estruturas ao construírem seus ninhos dentro de residências, como por exemplo, ao removerem o forro de paredes de materiais prensados. Devido aos hábitos noturnos, podem se tornar incômodas ao serem atraídas por luzes durante a noite, como televisores, principalmente durante o voo nupcial.
Apesar de muito comuns, ainda trata-se de uma espécie de formigas pouco estudada sobre seus hábitos de vida. Apresenta desenvolvimento completo com quatro fases larvais , onde estas larvas apresentam uma grande diversidade de pelos com importante função na biologia da espécie. 